# Эти опавшие листья

### Описание книги
Роман Олдоса Хаксли «Эти опавшие листья» (названием для которого послужила строка из классического стихотворения Вордсворта) стилистически продолжает цикл книг этого выдающегося писателя о «потерянном поколении» британских интеллектуалов.
Богатая вдова-меценатка пытается возродить на итальянской вилле традицию легендарных артистических салонов эпохи Возрождения – однако ни поэт, вынужденный подрабатывать редактором бульварной газетенки, ни бойкая писательница, крутящая роман с остроумным щеголем, ни тем более стареющий философ, под шумок охотящийся за приданым дурочки-наследницы, очевидно не способны претендовать на новых Боккаччо и новых да Винчи.

Однако Хаксли не был бы самим собой, если бы этот легкомысленный, в общем, сюжет не превратился под его пером в блистательное произведение искусства – произведение умное и тонкое, в котором язвительная сатира сочетается с глубокой философией.

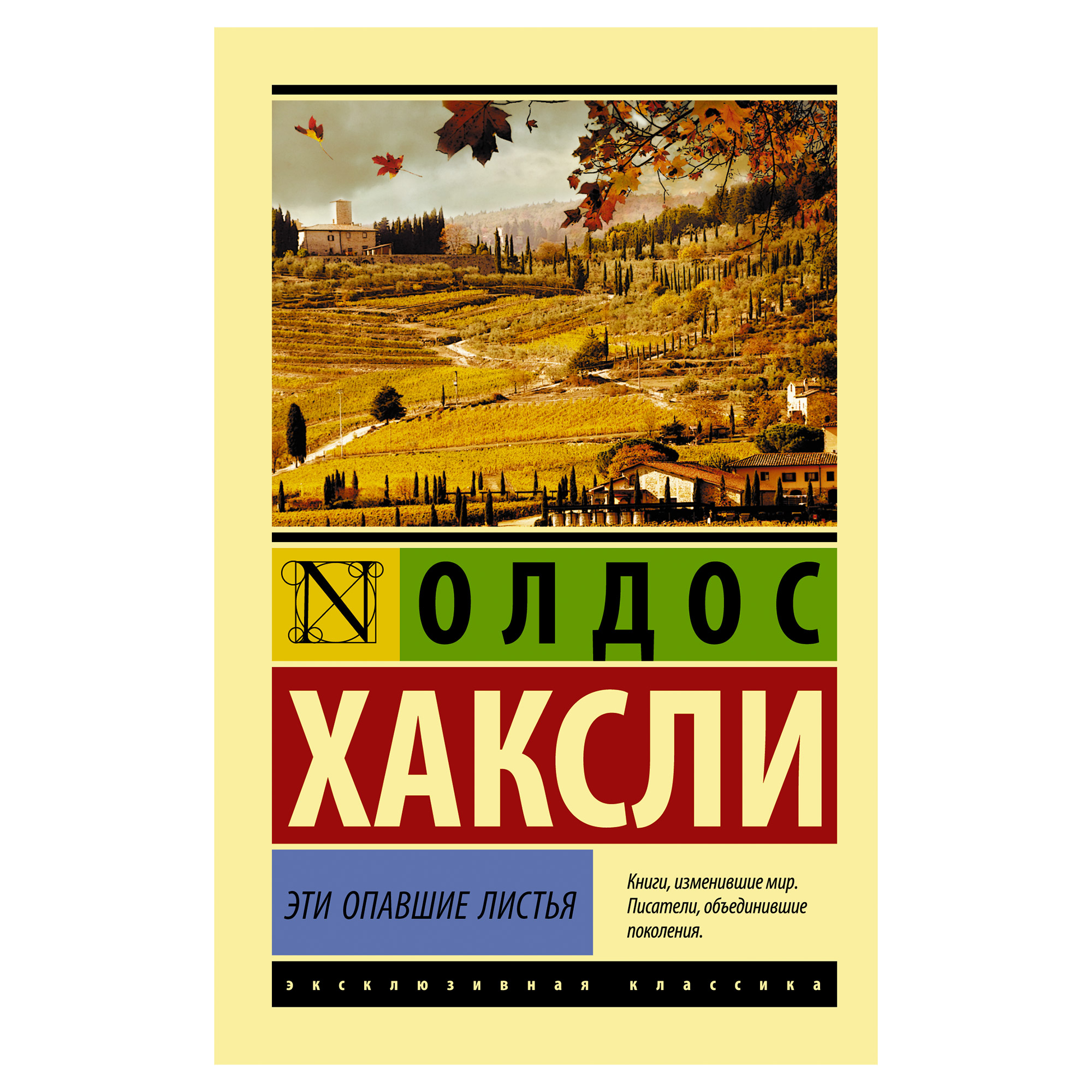
Обложка книги

## Сюжет
Италия. Роскошное палаццо, расположенное на вершине горы в Тоскане. Эксцентричная миллионерша миссис Олдуинкл, вообразившая себя хозяйкой литературного салона. Она ждет от гостей – светских львов, поэтов и аристократов — интеллектуальных откровений, искрометных экспромтов и блистательных речей. Но они с удовольствием живут за ее счет, посмеиваются за ее спиной, плетут интриги и злословят. В общем, делают все, чтобы представления хозяйки о собственной неотразимости и значимости, а также мечты об изысканном обществе разбились вдребезги

## Автор
Олдос Хаксли - британский писатель и философ известен романом «О дивный новый мир», написанным в жанре антиутопии. Начинал карьеру как гуманист и сатирик, противник войны, с возрастом заинтересовался мистицизмом и прочими духовными вопросами. В свое время считался выдающимся интеллектуалом, был семь раз номинирован на Нобелевскую премию по литературе.

## Внешние ссылки
- Those Barren Leaves Архивная копия от 1 марта 2022 на Wayback Machine
- https://mir-knig.com/read_453567-1 Архивная копия от 1 марта 2022 на Wayback Machine
- https://litmore.ru/12953-eti-opavshie-listya.html Архивная копия от 1 марта 2022 на Wayback Machine